# Leifsonia xyli xyli
Leifsonia xyli subsp. xyli é uma bactéria corineforme Gram-positiva e fastidiosa que não possui flagelo para locomoção, pertencente à espécie Leifsonia xyli que possui duas subespécies fastidiosas de lento crescimento: Leifsonia xyli xyli e Leifsonia xyli cynodontis. É aeróbia obrigatória e coloniza o xilema da cana-de-açúcar.
A bactéria causa a doença da cana-de-açúcar conhecida como raquitismo da soqueira.
Foi descrita em 1984 pelos pesquisadores M. J. Davis, A. G. Jr. Gillaspie, A. K. Vidaver e R. W. Harris com o nome  Clavibacter xyli subsp. xyli, criando assim, um novo gênero. Entretanto, no ano de 2000, a equipe de pesquisadores liderados por Evtushenko reclassificaram os microrganismos para o gênero Leifsonia.